# Cifre sulla seconda guerra mondiale in Italia
Le cifre sulla seconda guerra mondiale in Italia riguardano le stime dell'ufficio storico dello stato maggiore dell'Esercito relativamente al quantitativo delle forze impiegate in Italia e i caduti italiani durante la seconda guerra mondiale.

## Forze impiegate
Durante il periodo bellico dal 1940 al 1943:
- Regio Esercito, Regia Marina e Regia Aeronautica, nonché servizi ausiliari: 3.430.000.

Partecipanti alla guerra di Liberazione e alla Resistenza 43/45:
- partigiani al 25 aprile 1945: 340.000;
- Corpo Italiano con le Forze Alleate: 379.000;
- Internati e deportati in Germania: 600.000.

Forze fasciste (volontari, coscritti e G.N.R) della RSI al 9 aprile 1945: 130.000 uomini 

## Italiani caduti
Caduti nei fronti di guerra dal 1940 al 1943:
- In combattimento o prigionia: militari 194.000, civili 3.208;
- Bombardamenti aerei anglo-americani: militari 3.066, civili 25.000.

Fatti d'arme nel periodo dall'8 settembre 1943 - novembre 1945:
- Fronti di guerra e dispersi: militari 27.731; civili 300.

Periodo bellico dal settembre 1943 al 25 aprile 1945:
- Partigiani in Italia: militari 17.488, civili 37.288.
- Partigiani nei Balcani: militari 9.249.
- Deportati: militari 1.478, civili 23.446.
- Internati militari in Germania: militari 41.432.
- Forze Italiane con gli alleati: militari 5.927.
- Bombardamenti aerei anglo-americani: civili 38.939.
- Forze Armate della R.S.I.: in Italia: militari 13.000, civili 2.500.

Militari feriti, congelati, mutilati ed invalidi sui vari fronti e per l'intero periodo bellico 1940/1945: circa 320.000.
I militari fatti prigionieri dalle forze anglo-americane sui vari fronti durante il periodo 1940/1943: circa 621.000.
Studi più recenti (aggiornati al 2010) dell'Ufficio dell'Albo d'Oro del Ministero della Difesa hanno fornito dati più aggiornati sulle perdite tra le forze armate e formazioni militari e paramilitari, che risultano essere di 319.207 tra morti e dispersi, così suddivisi: 
- Esercito, 246.432;
- Marina, 31.347;
- Aeronautica, 13.210;
- formazioni partigiane, 15.197;
- forze armate della RSI, 13.021.

## Fonte
I dati sono stati rilevati dall'Istituto centrale di statistica morti e dispersi per cause belliche anni 1940/1945 - Ufficio Storico dello Stato Maggiore dell'Esercito. Archivi del Ministero della Difesa.

## Tabelle
- Forza del Regio Esercito 1940-1943 (truppa e ufficiali)

| Territorio nazionale | 1.208.000 | 1.475.000 | 1.741.500 | 1.924.000 |
| Africa settentrionale | 169.000   | 118.000   | 142.000   | 122.000   |
| Altri teatri^ | 138.000   | 540.000   | 723.000   | 797.000   |
| Carabinieri | 93.000    | 117.000   | 135.500   | 143.200   |
| Totale truppa | 1.608.000 | 2.250.000 | 2.742.000 | 2.986.200 |
| Ufficiali | 58.000    | 113.500   | 136.000   | 146.000   |
| Totale esercito | 1.666.000 | 2.363.500 | 2.878.000 | 3.132.200 |
| Fonte: Giorgio Rochat, Gli uomini alle armi ^Gli "altri teatri" sono i Balcani, la Russia e i territori francesi occupati. N.B. = sono escluse le truppe in AOI. |           |           |           |           |

- Forze italiane presenti in Africa Orientale Italiana nel giugno 1940

| Regio Esercito | 5.131 | 5.228 | 37.054 | 181.895 |
| Milizia | 858   | 1.439 | 24.345 | 0       |
| Altri corpi | 1.062 | 3.268 | 12.818 | 18.078  |
| Totale | 7.051 | 9.935 | 74.217 | 199.973 |
| °Gli "altri corpi" sono i carabinieri (9.000), la guardia di finanza (1.800), la Regia Marina (10.200), la Regia Aeronautica (7.700) e la PAI, polizia Africa italiana (6.400). Fonte: Giorgio Rochat Le guerre italiane 1935-1943, Einaudi |       |       |        |         |

- Ripartizione per teatri della forza dell'esercito

| Giorno | Territorio nazionale | Balcani | Africa settentrionale | Russia  | Francia | Totale    |
| --- | -------------------- | ------- | --------------------- | ------- | ------- | --------- |
| 1º agosto 1941 - Ufficiali | 62.827               | 27.336  | 6.965                 | 2.200   | 0       | 99.448    |
| 1º agosto 1941 - Truppa | 1.503.707            | 659.641 | 149.196               | 47.970  | 0       | 2.360.515 |
| 30 novembre 1942 - Ufficiali | 80.629               | 28.291  | 6.077                 | 10.343  | 7.216   | 132.556   |
| 30 novembre 1942 - Truppa | 1.629.687            | 602.423 | 118.328               | 219.545 | 161.783 | 2.731.776 |
| 31 maggio 1943 - Ufficiali | 105.149              | 29.369  | 0                     | 109     | 9.112   | 143.804   |
| 31 maggio 1943 - Truppa | 2.003.985            | 645.117 | 0                     | 2.100   | 202.331 | 2.865.703 |
| Fonte: Giorgio Rochat, Gli uomini alle armi. Il Rochat ha a sua volta tratto questi dati da tabelle dello stato maggiore dell'esercito. |                      |         |                       |         |         |           |